# پاتریک میلکراوم
پاتریک میلکراوم (انگلیسی: Patrick Milchraum؛ زادهٔ ۲۶ مهٔ ۱۹۸۴) بازیکن فوتبال اهل آلمان است.
از باشگاه‌هایی که در آن بازی کرده‌است می‌توان به باشگاه فوتبال دینامو تفلیس، باشگاه فوتبال آلمانیا آخن، باشگاه فوتبال کارل زایس ینا، باشگاه فوتبال مونیخ ۱۸۶۰، باشگاه فوتبال کارلسروهه، و باشگاه فوتبال ارتسگبیرگ آئو اشاره کرد.
وی همچنین در تیم‌های ملی فوتبال جوانان آلمان و زیر ۲۱ سال آلمان بازی کرده‌است.